# بیلی لوبجویت
بیلی لوبجویت (انگلیسی: Billy Lobjoit؛ زادهٔ ۳ سپتامبر ۱۹۹۳) بازیکن فوتبال اهل بریتانیا است.
از باشگاه‌هایی که در آن بازی کرده‌است می‌توان به باشگاه فوتبال دونکستر راورز، باشگاه فوتبال بورم‌وود، باشگاه فوتبال هندون، باشگاه فوتبال بیشاپس استورتفورد، باشگاه فوتبال گینزبورو ترینیتی، باشگاه فوتبال لیتون تاون، باشگاه فوتبال بیلریکای، باشگاه فوتبال برانتوود تاون، و باشگاه فوتبال لیتون اورینت اشاره کرد.